# Orthochirus zagrosensis
Espèce
Orthochirus zagrosensis est une espèce de scorpions de la famille des Buthidae.

## Distribution
Cette espèce est endémique d'Iran. Elle se rencontre dans les monts Zagros dans les provinces de Fars, d'Ispahan, de Tchaharmahal-et-Bakhtiari, de Kohguilouyeh-et-Bouyer-Ahmad et du Khouzistan.

## Description
Le mâle holotype mesure 28,4 mm et la femelle paratype 46 mm.

## Étymologie
Son nom d'espèce, composé de zagros et du suffixe latin -ensis, « qui vit dans, qui habite », lui a été donné en référence au lieu de sa découverte, les monts Zagros.

## Publication originale
- Kovařík, 2004 : « Revision and taxonomic position of genera Afghanorthochirus Lourenço & Vachon, Baloorthochirus Kovařík, Butheolus Simon, Nanobuthus Pocock, Orthochiroides Kovařík, Pakistanorthochirus Lourenço, and Asian Orthochirus Karsch, with descriptions of twelve new species (Scorpiones, Buthidae). » Euscorpius, no 16, p. 1-32 (texte intégral).